# شلته (شهرستان سوقلوق)
شلته (به لاتین: Shalta) یک روستا در قرقیزستان است که در شهرستان سوقلوق واقع شده‌است. شلته ۱٬۵۶۳ نفر جمعیت دارد و ۷۷۵ متر بالاتر از سطح دریا واقع شده‌است.